# 漢族傳統節日
漢族傳統節日或稱為中華傳統節日、漢人傳統節日。這些節日是漢人隨著季節、時間和物候轉移，開展具有特定主題的風俗和紀念意義的社會活動日，並因應時地環境代代相傳，反映漢人累積的傳統智慧和生活情趣以及人與自然、人際關係等，以漢族四大傳統節日最為有名。漢族傳統節日類型多樣化，根據《通勝》的載錄，年中最少有9個主要節日、24個節氣和140多個神誕。這些節日可分為農業耕作、宗教祭祀、人倫孝悌、驅瘟避邪四大類。主要漢族節日包括元旦、人日、元宵、春社、寒食／清明、上巳、端午、三伏、七夕、中元／盂蘭、秋社、中秋、重陽、下元、冬至、臘八和除夕等等。

## 一般民俗節日
| 日期                                 | 名稱                                              | 別名                                                                             | 備註 |
| ------------------------------------ | ------------------------------------------------- | -------------------------------------------------------------------------------- | --- |
| 農曆正月初一                         | 春節                                              | 農曆新年、年節、大年                                                             | 一年之始，最重大的節日之一。古代此日，百官朝會天子。 |
| 正月初四                             | 接神日                                            | 迎神日                                                                           | 民間諸神回到人間的日子，故家家戶戶虔誠祭拜，迎接諸神。 |
| 正月初五                             | 隔開日                                            | 破五節                                                                           | 新春禁忌全部取消。春節假期正式結束，各商社、機關開始工作。 |
| 農曆正月初七                         | 人日                                              |                                                                                  | 眾人生日，傳說女媧創造蒼生，於第七天造出人來，故此初七為人的生日。 |
| 農曆正月初八                         | 穀日                                              |                                                                                  | 傳說女媧創造蒼生，於第八天造出穀子來，故此初八為穀的生日。 |
| 農曆正月初八                         | 順星節                                            |                                                                                  | 傳說這一天是諸星下界的日子，祭拜順星祈福。 |
| 農曆正月初九                         | 天日節                                            | 玉帝誕、玉皇誕                                                                   | 传说此日为玉皇大帝生日。主要习俗有祭玉皇、道观斋天等。 |
| 農曆正月初十                         | 地日節                                            |                                                                                  | 传说这是土地與石头的生日。 |
| 農曆正月十五                         | 元宵節                                            | 上元節、天官誕、小正月、元夕、燈節                                               | 新年第一個望日，也是天官大帝的誕辰，有賞花燈、吃湯圓的習俗。由於是古代少有能讓未婚男女外出賞燈相見的日子，也被視為「中國情人節」之一。                                       |
| 農曆正月二十                         | 天穿節                                            |                                                                                  | 流行於客家民系，源於古代女媧補天傳說，為客家人感念女媧補天相助的特殊節慶。                                                                                                   |
| 農曆正月廿五                         | 填仓节                                            |                                                                                  | 象征新年五谷丰登的节日。 |
| 農曆正月三十                         | 正月晦                                            | 晦節                                                                             | 此日无月，正月的晦日受到汉族格外的重视，被当做一个节日来过。 |
| 農曆二月初一                         | 中和节                                            |                                                                                  | 太阳生日。 |
| 農曆二月初二                         | 龍抬頭                                            | 春龙节、龍頭節                                                                   | 流行於中國北方，為主管雲雨的龍王抬頭之日，也意謂著在此之後雨水會漸多。也有人認為「龍抬頭」指的是百蟲開始於初春甦醒。                                                         |
| 農曆二月初二或十二、十五             | 花朝節                                            | 花神节、花神會                                                                   | 流行於中國北方，百花之神生日。 |
| 農曆二月初二或立春後第五個戊日       | 春社                                              | 土地誕、福德正神誕、頭牙（部份地區）                                             | 春社是古代祈求農作豐收、感謝土地神的日子，為立春後第五個戊日。部份地區後來將春社和農曆二月初二合併，變成土地公誕辰日和做頭牙的日子。                                         |
| 清明節前一天                         | 寒食节                                            | 熟食節、禁煙節、冷節                                                             | 這天不生火，只吃冷食。 |
| 二十四節氣之清明                     | 清明節                                            |                                                                                  | 掃墓、祭祖。 |
| 農曆三月初三                         | 上巳節                                            | 軒轅黃帝誕，玄天上帝（北方真武上帝）誕。                                         | 古代於三月第一個巳日舉行「祓除畔浴」的驅邪活動，後來固定為三月三日。此日在古代也是青年男女能藉機在水邊相會，談情說愛的時日。                                                 |
| 農曆五月初五                         | 端午節                                            | 五月節、端陽節、午日节、五日節、艾节、端五、重午、重五、午日、夏节、蒲節、浴蘭節 | 夏季驅瘟散疫和祭龍的節日，後來加入紀念屈原。 |
| 農曆五月二十                         | 分龍節                                            |                                                                                  | 流行于安徽、江苏，浙江等地，相傳這天小龙會离开老龙，至廿五会聚。 |
| 農曆五月廿五                         | 會龍節                                            |                                                                                  | 流行于安徽、江苏，浙江等地，分龍節時小龙离开老龙，至廿五会聚。 |
| 夏至後第三個庚日                     | 頭伏日                                            | 初伏                                                                             | 北方農村俗語：頭伏日吃餃子 |
| 農曆六月初一或六月十五               | 半年節                                            |                                                                                  | 流行於福建、台灣，漳州裔較為重視，拜謝上半年之保佑，並祈求下半年之平安。 |
| 農曆六月初六                         | 天贶节                                            | 六月六、洗節、天貺節、晒虫节、虫王节、回娘家节、姑姑節                           | |
| 夏至後第四個庚日                     | 二伏日                                            | 中伏                                                                             | 北方農村俗語：二伏日吃麵條。《魏氏春秋》說，何晏在伏日食湯餅（湯煮的麵食，似今日之湯麵）。《荊楚歲時記》說：六月伏日食湯餅，名為辟惡。                                       |
| 農曆六月廿四                         | 觀蓮節                                            |                                                                                  | 蓮花生日。 |
| 農曆六月廿五                         | 五穀母節                                          |                                                                                  | 稻穀收成之時，是慶祝豐收之時，農戶會大拜穀神。 |
| 立秋後第一個庚日                     | 終伏日                                            | 末伏                                                                             | 北方農村俗語：三伏日吃烙餅攤雞蛋 |
| 農曆七月初七                         | 七夕                                              | 乞巧節、七巧節、七姐誕                                                           | 傳説牛郎織女於鵲橋相會之日，是亦乞巧許願之日。 |
| 農曆七月十四                         | 盂蘭盆節 (華人)，中元節與盂蘭盆節合併的佛教節日   | 盂蘭盆節、盂蘭節、鬼節                                                           | 佛教祭祀孤魂野鬼及開焰口施食的日子。 |
| 農曆七月十五                         | 中元節,地官大帝誕，中元節與盂蘭盆節合併的道教節日 | 中元節、地官誕、七月半、鬼節                                                     | 道教地官大帝誕和祭祀孤魂野鬼的日子。 |
| 農曆七月廿二                         | 財神節                                            |                                                                                  | 玄壇真君得道日 |
| 農曆七月廿九                         | 地藏節                                            |                                                                                  | |
| 農曆八月初一                         | 天灸日                                            | 天医节                                                                           | |
| 農曆八月十五、十六或立秋後第五個戊日 | 秋社                                              | 土地公得道日（部份地區）                                                         | 秋社是古代慶祝農作豐收、感謝土地神的日子。有些地區將秋社提前至中元節，有「齋田頭」的習俗。另一些地區有牙祭之俗，以八月十六為秋社，並和中秋節合併，會在中秋日立「土地公拐」。 |
| 農曆八月十五                         | 中秋節                                            | 秋夕、八月節、月節、團圓節                                                       | 賞月、吃月餅、玩燈籠等。 |
| 農曆九月初九                         | 重陽節                                            | 重九節、菊花節                                                                   | 九是陽數，因此重九就叫「重陽」。習俗有登高、插茱萸、喝菊花酒等。 |
| 農曆十月初一                         | 寒衣节                                            | 授衣节、冥阴节                                                                   | 祭祀祖先的日子。 |
| 農曆十月初十前後                     | 十成節                                            | 重十節、雙十節、豐收節                                                           | 慶祝豐收的日子。 |
| 農曆十月十五                         | 下元節                                            | 消災日、水官誕、水官節、下元水官節                                               | 水官大帝禹的生日。 |
| 二十四節氣之冬至                     | 冬至                                              | 冬節、亞歲                                                                       | 休養生息的時節，回家團圓，在冬至日吃湯圓或水餃、餛飩。古代此日，天子祭天、百官朝賀。                                                                                         |
| 農曆十二月初七                       | 驱傩日                                            |                                                                                  | |
| 農曆十二月初八                       | 臘八節                                            |                                                                                  | 古代於冬至後第三戌日蜡祭百神，後來固定為臘月初八。相傳此日釋迦牟尼在菩提樹下成道，故又稱「佛成道日」。                                                                         |
| 農曆十二月十六                       | 尾牙                                              |                                                                                  | 东南沿海地区商人祭拜土地公神的日子，演变为工商界年终酬谢员工聚餐活动。 |
| 農曆十二月廿三或廿四                 | 祭灶日                                            | 謝节、灶王節、祭灶、送神日、小年                                                 | 奉拜家中諸神與灶君。 |
| 農曆十二月廿九（小月）或三十（大月） | 除夕                                              | 年三十晚、除夜、大年夜、大晦日、歲除                                             | 一年最後一天。 |

## 宗教節日
| 日期                               | 名稱               | 別名                             | 備註                                                                               |
| ---------------------------------- | ------------------ | -------------------------------- | ---------------------------------------------------------------------------------- |
| 農曆正月初一                       | 元始天尊誕         |                                  | 原始天尊生辰，天地旦生。                                                           |
| 農曆正月初二                       | 車公誕             |                                  | 車公誕辰。                                                                         |
| 農曆正月初六                       | 清水祖師生日       |                                  | 清水祖師誕辰，各地祖師廟皆有慶典。                                                 |
| 農曆正月初九                       | 玉皇誕             |                                  | 玉皇大天尊誕辰。                                                                   |
| 農曆正月十九                       | 丘處機誕           |                                  | 道教節日，丘處機誕辰。                                                             |
| 農曆二月初二                       | 土地神生日         |                                  | 土地神诞辰。                                                                       |
| 農曆二月初三                       | 文昌誕             |                                  | 文昌帝君诞辰。                                                                     |
| 農曆二月初八                       | 釋迦牟尼出家日     | 佛出家日                         | 佛教節日，佛祖釋迦牟尼出家日，各佛寺中舉行莊嚴典禮、法會。                         |
| 農曆二月十五                       | 佛滅日、太上老君誕 |                                  | 釋迦牟尼佛入滅、太上老君诞辰。                                                     |
| 農曆二月十九                       | 觀音誕             |                                  | 觀音诞辰。                                                                         |
| 農曆三月廿三                       | 天后誕             | 天后寶誕、天妃誕、媽祖誕、媽祖生 | 媽祖诞辰。                                                                         |
| 農曆四月初八                       | 浴佛節             | 佛誕                             | 佛教節日，佛祖釋迦牟尼誕辰日，各佛寺中舉行莊嚴典禮、法會。                         |
| 農曆四月十四                       | 呂祖誕             |                                  | 道教節日，呂洞賓的誕辰。                                                           |
| 農曆四月十五                       | 佛顯日             |                                  | 佛教節日，相傳是釋迦牟尼佛早年顯示祥瑞，天龍八部皆來禮拜的日子。                   |
| 農曆六月十六（少數地區為五月十三） | 關帝誕             | 關公誕、關爺生                   | 民間傳說中關羽的生日。                                                             |
| 農曆六月十九                       | 觀音得道日         |                                  | 觀音得道的日子。                                                                   |
| 農曆六月廿四及六月廿六             | 川主诞             |                                  | 川主李冰父子的生日                                                                 |
| 農曆七月十四                       | 盂蘭節             | 俗稱鬼節                         | 目連救母破地獄                                                                     |
| 農曆八月初八                       | 太乙救苦天尊得道日 | 太乙真人得道日                   | 道教地獄至尊的得道日子，次日（八月初九）下凡救渡諸衆生、尋聲求苦，是為太乙救苦日。 |
| 農曆九月十九                       | 觀音出家日         |                                  | 觀音出家的日子                                                                     |
| 農曆十一月十一                     | 太乙救苦天尊誕     | 太乙真人誕                       | 道教地獄至尊的旦辰及救贖地獄衆生的日子，也是救渡諸衆生、並尋聲求苦的天尊           |
| 農曆十一月十七                     | 彌陀誕             |                                  | 永明延壽禪師生日，佛寺訂為阿彌陀佛佛誕                                             |

## 外部連結
- （繁體中文）中央研究院,民間習俗
- （繁體中文）全球華文網路教育中心,台灣節慶 （页面存档备份，存于）
- （简体中文）中国传统节日 （页面存档备份，存于）
- （简体中文）中国传统节日-中国节日大全 （页面存档备份，存于）
- 桂齊遜：《天聖令》復原唐令研究--以〈假寧令〉為例 （页面存档备份，存于）